# Olympische Sommerspiele 2016/Leichtathletik – 4 × 400 m (Frauen)
Die 4-mal-400-Meter-Staffel der Frauen bei den Olympischen Spielen 2016 in Rio de Janeiro wurde am 19. und 20. August 2016 im Estádio Nilton Santos ausgetragen. In sechzehn Staffeln nahmen 61 Athletinnen teil.

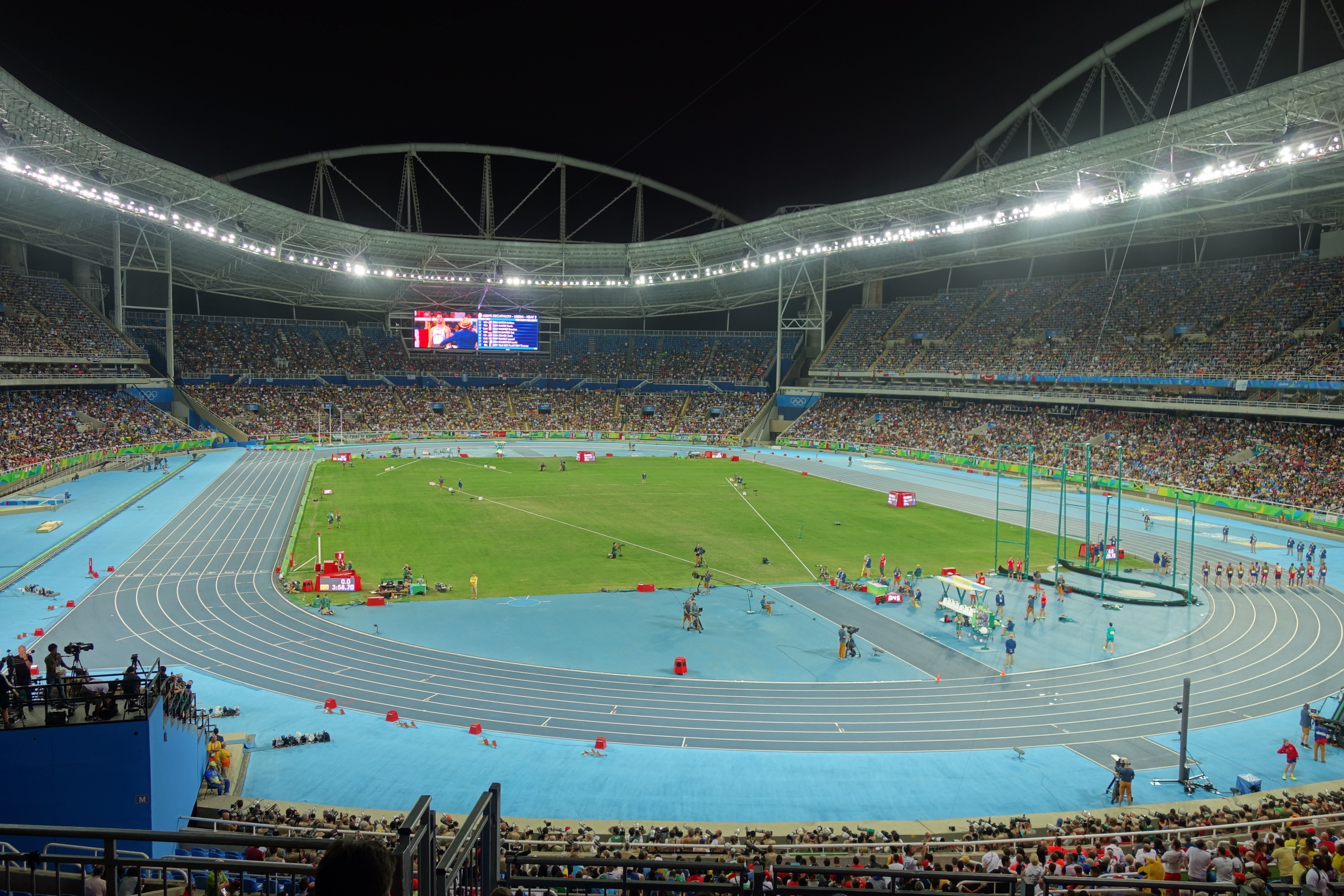
Innenraum des Estádio Olímpico João Havelange während der Spiele von Rio

Die Goldmedaille gewann die Staffel der USA in der Besetzung Courtney Okolo, Natasha Hastings (Finale), Phyllis Francis und Allyson Felix (Finale) sowie den im Vorlauf außerdem eingesetzten Taylor Ellis-Watson und Francena McCorory.
Silber ging an Jamaika mit Stephenie Ann McPherson (Finale), Anneisha McLaughlin-Whilby, Shericka Jackson (Finale) und Novlene Williams-Mills sowie den im Vorlauf außerdem eingesetzten Christine Day und Chrisann Gordon.
Bronze errang Großbritannien (Eilidh Doyle (Finale), Anyika Onuora, Emily Diamond, Christine Ohuruogu / im Vorlauf außerdem: Kelly Massey).
Auch die in den Vorläufen für die Medaillenstaffeln eingesetzten Läuferinnen erhielten entsprechendes Edelmetall.
Die deutsche Staffel schied in der Vorrunde aus.

Staffeln aus der Schweiz, Österreich und Liechtenstein nahmen nicht teil.

## Aktuelle Titelträgerinnen
| Olympiasiegerinnen                         | USA                 | 3:16,87 min | London 2012    |
| Weltmeisterinnen                           | Jamaika             | 3:19,13 min | Peking 2015    |
| Europameisterinnen                         | Großbritannien      | 3:25,05 min | Amsterdam 2016 |
| Nord-/Zentralamerika-/Karibik-Meisterinnen | USA                 | 3:25,39 min | San José 2015  |
| Südamerika-Meisterinnen                    | Brasilien           | 3:34,51 min | Lima 2015      |
| Asienmeisterinnen                          | Volksrepublik China | 3:33,44 min | Wuhan 2015     |
| Afrikameisterinnen                         | Südafrika           | 3:28,49 min | Durban 2016    |
| Ozeanienmeisterinnen                       | Papua-Neuguinea     | 3:52,66 min | Cairns 2015    |

## Rekorde

### Bestehende Rekorde
| Weltrekord         | Sowjetunion (Tazzjana Ljadouskaja, Olga Nasarowa, Marija Pinigina, Olha Bryshina) | 3:15,17 min | Finale OS Seoul, Südkorea | 1. Oktober 1988 |
| Olympischer Rekord | Sowjetunion (Tazzjana Ljadouskaja, Olga Nasarowa, Marija Pinigina, Olha Bryshina) | 3:15,17 min | Finale OS Seoul, Südkorea | 1. Oktober 1988 |

Der bestehende olympische Rekord, gleichzeitig Weltrekord, wurde bei diesen Spielen nicht erreicht. Die schnellste Zeit erreichte die siegreiche US-Staffel, die sie im Finale am 20. August mit 3:19,08 Minuten erzielte. Damit verfehlte sie den Rekord um 3,91 Sekunden.

### Rekordverbesserung
Es wurden drei Landesrekorde aufgestellt:
- 3:26,98 min – Niederlande (Madiea Ghafoor, Lisanne de Witte, Nicky van Leuveren, Laura de Witte), erster Vorlauf am 19. August
- 3:25,16 min – Italien (Maria Benedicta Chigbolu, Maria Enrica Spacca, Ayomide Folorunso, Libania Grenot), zweiter Vorlauf am 19. August
- 3:26,36 min – Bahamas (Lanece Clarke, Anthonique Strachan, Carmiesha Cox, Christine Amertil), zweiter Vorlauf am 19. August

Anmerkung:
Alle Zeitangaben sind auf die Ortszeit Rio (UTC-3) bezogen.

## Doping
In diesem Wettbewerb wurden zwei Staffeln aufgrund von drei nachträglich ermittelten Dopingfällen disqualifiziert.
- In der Mannschaft der zunächst auf Platz fünf eingelaufenen Ukraine gab es zwei aufgrund von Verstößen gegen die Antidopingbestimmungen disqualifizierte Athletinnen:
  - Die im 400-Meter-Einzelrennen zunächst siebtplatzierte Olha Semljak wurde im März 2019 disqualifiziert, nachdem sich bei Nachtests ihrer Dopingproben von Rio herausgestellt hatte, dass sie das Sexualhormon Testosteron eingesetzt hatte. Alle ihre seit dem 5. Juli 2016 erzielten Resultate wurden annulliert. Darüber hinaus wurde eine Wettkampfsperre von acht Jahren vom 5. Juli 2016 bis 4. Juli 2024 gegen sie ausgesprochen.[2]
  - Ebenfalls bei Nachtests von Dopingproben der Läuferin Julija Olischewska, die hier im 400-Meter-Einzellauf die Vorrunde nicht überstanden hatte, fand sich das Dopingmittel Erythropoetin, bekannt unter dem Kürzel EPO. Ihr Resultat wurde annulliert, außerdem wurde sie vom 19. Juli 2016 bis 30. Dezember 2020 gesperrt.[3]
- Gegen die Antidopingbestimmungen hatte auch eine Wettbewerberin des im Vorlauf ausgeschiedenen Teams aus Indien verstoßen:
- Der indischen Startläuferin Nirmala Sheoran, die im 400-Meter-Einzelrennen im Vorlauf ausgeschieden war, wurden auf der Grundlage ihres Biologischen Passes und nachträglicher Analysen früherer Dopingproben Verstöße gegen die Antidopingbestimmungen nachgewiesen. Sie hatte verbotene Mittel eingesetzt, was ihr eine vierjährige Sperre einbrachte. Ihre von August 2016 bis November 2018 erzielten Resultate wurden ihr aberkannt.[4]

Benachteiligt wurde das deutsche Team, das aufgrund der Zeitregel anstelle der Ukraine im Finale hätte starten dürfen.

## Vorrunde
Die Vorrunde wurde in zwei Läufen durchgeführt. Für das Finale qualifizierten sich pro Lauf die ersten drei Staffeln. Darüber hinaus kamen die beiden nachfolgend zeitschnellsten Mannschaften, die sogenannten Lucky Loser, weiter. Die direkt qualifizierten Teams sind hellblau, die Lucky Loser hellgrün unterlegt.

### Lauf 1

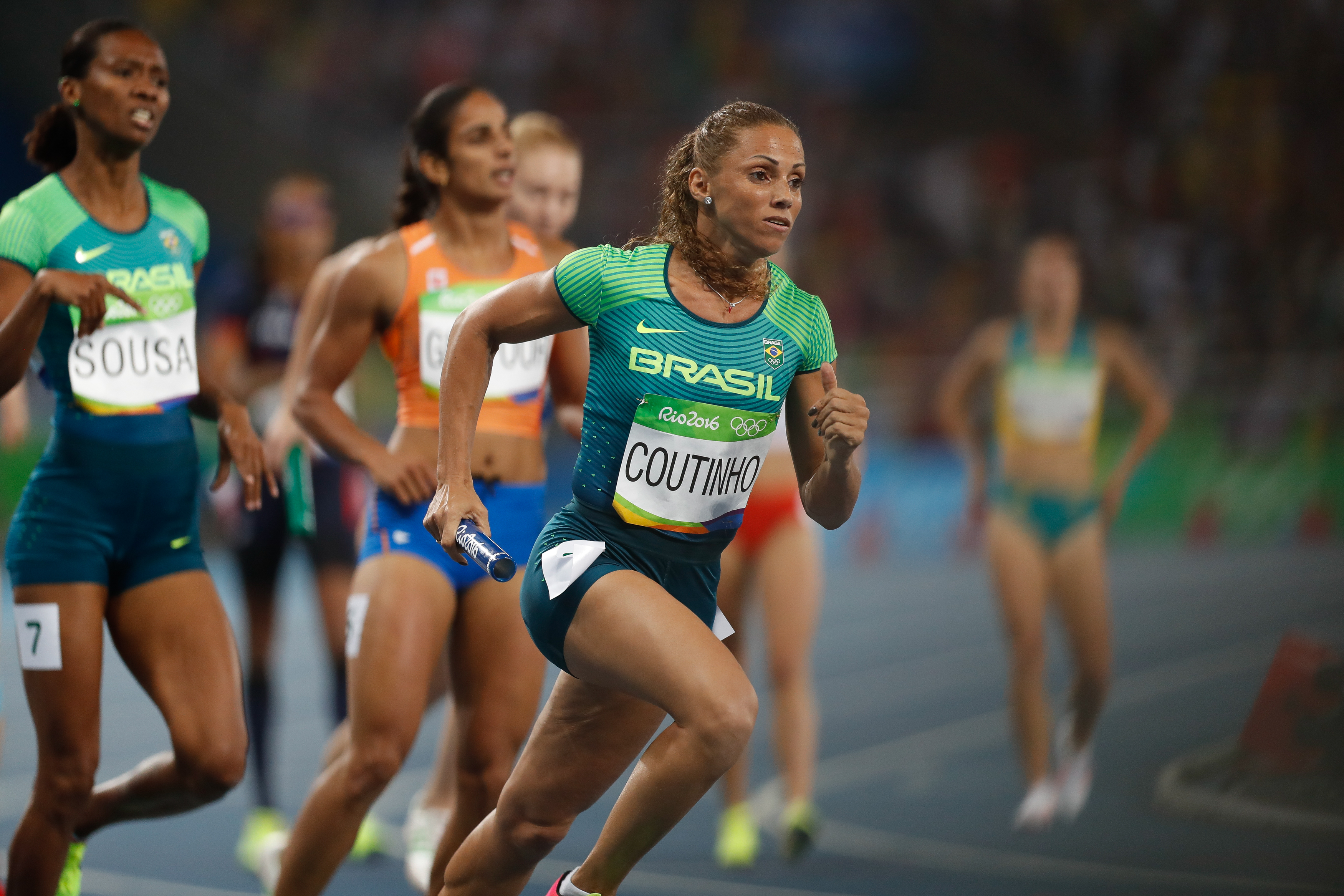
Geisa Aparecida Coutinho hat für Brasilien nach dem ersten Wechsel den Stab übernommen von Joelma Sousa
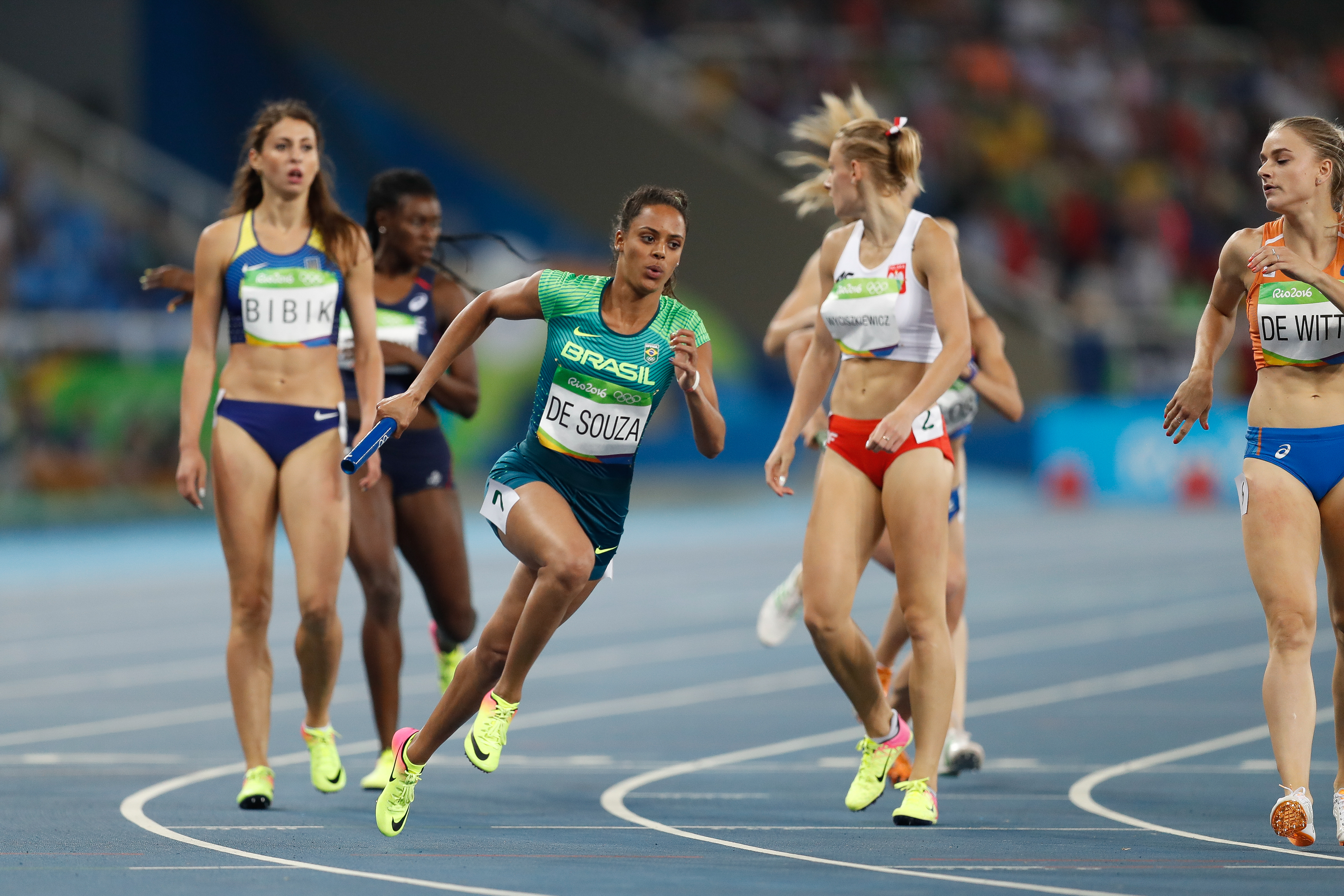
Letícia de Souza als dritte Läuferin unterwegs für Brasilien

19. August 2016, 20:40 Uhr
| Platz | Nation      | Besetzung                                                                                | Zeit (min) | Anmerkung                 |
| ----- | ----------- | ---------------------------------------------------------------------------------------- | ---------- | ------------------------- |
| 1     | USA         | Courtney Okolo Taylor Ellis-Watson (Vorlauf) Francena McCorory (Vorlauf) Phyllis Francis | 3:21,42    |                           |
| 2     | Polen       | Małgorzata Hołub Patrycja Wyciszkiewicz Iga Baumgart Justyna Święty                      | 3:25,34    |                           |
| 3     | Australien  | Jessica Thornton Anneliese Rubie Caitlin Sargent-Jones Morgan Mitchell                   | 3:25,71    |                           |
| 4     | Frankreich  | Phara Anacharsis Brigitte Ntiamoah Marie Gayot Floria Gueï                               | 3:26,18    |                           |
| 5     | Niederlande | Madiea Ghafoor Lisanne de Witte Nicky van Leuveren Laura de Witte                        | 3:26,98    | NR                        |
| 6     | Rumänien    | Adelina Pastor Anamaria Ioniță Andrea Miklós Bianca Răzor                                | 3:29,87    |                           |
| 7     | Brasilien   | Joelma Sousa Geisa Aparecida Coutinho Letícia de Souza Jaílma de Lima                    | 3:30,27    |                           |
| DOP   | Ukraine     | Alina Lohwynenko Olha Bibik Tetjana Melnyk Olha Semljak                                  | 3:24,54    | für das Finale zugelassen |

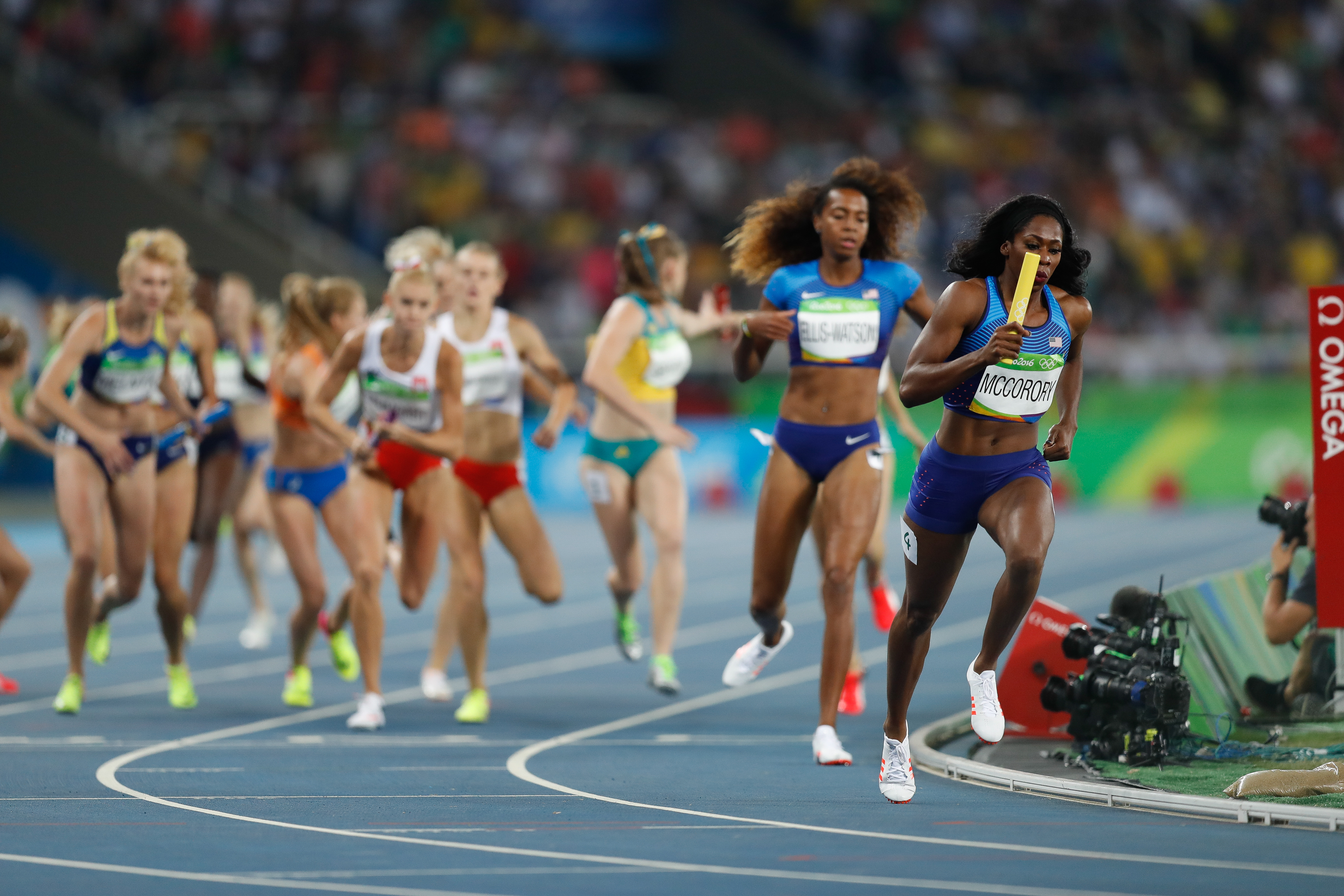
Dritter Wechsel der USA: Taylor Ellis-Watson hat den Stab übergeben an Francena McCorory
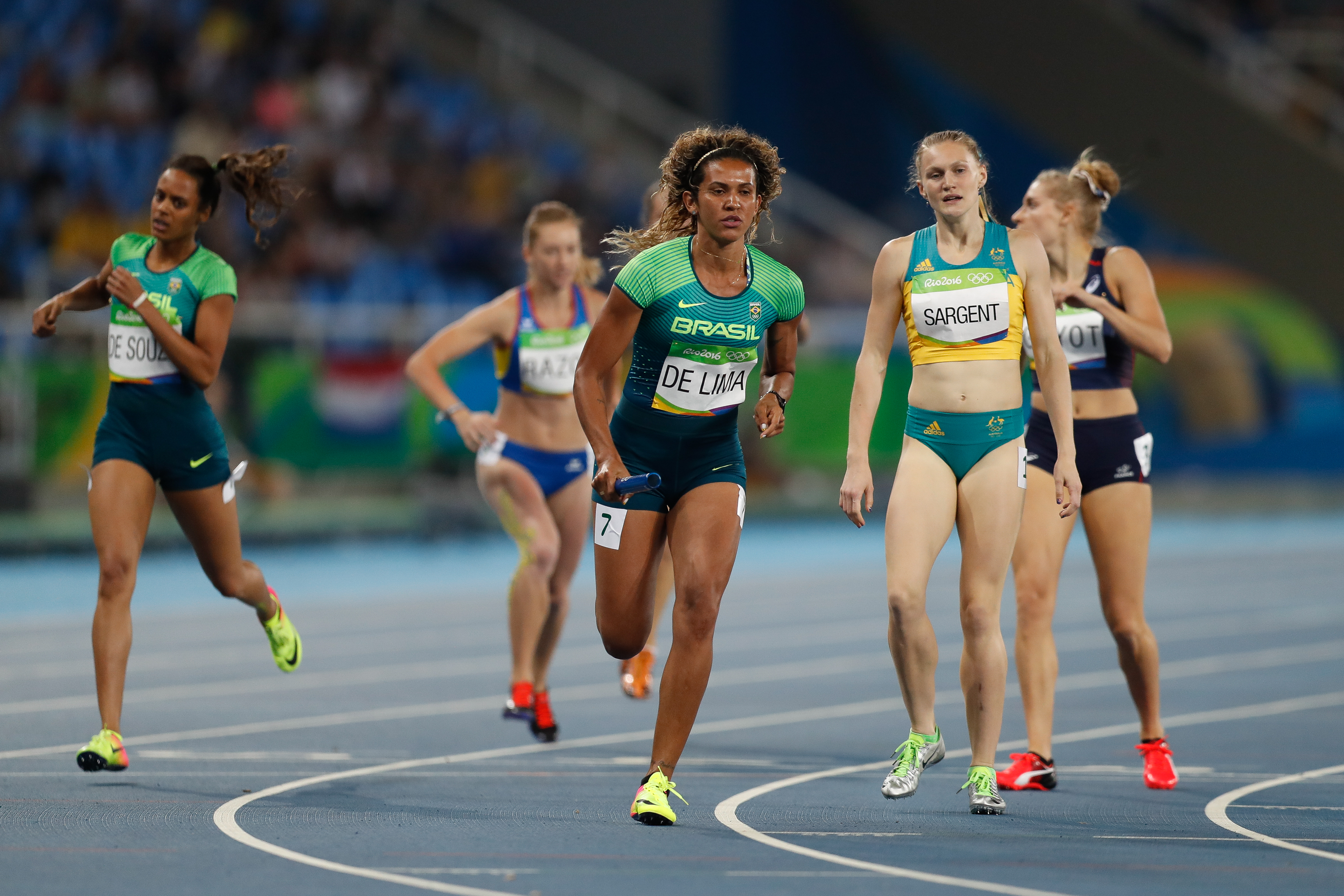
Letzter Wechsel bei Brasilien von Letícia de Souza auf Jaílma de Lima, rechts die Australierin Caitlin Sargent-Jones und die Französin Marie Gayot, links Bianca Răzor aus Rumänien

### Lauf 2

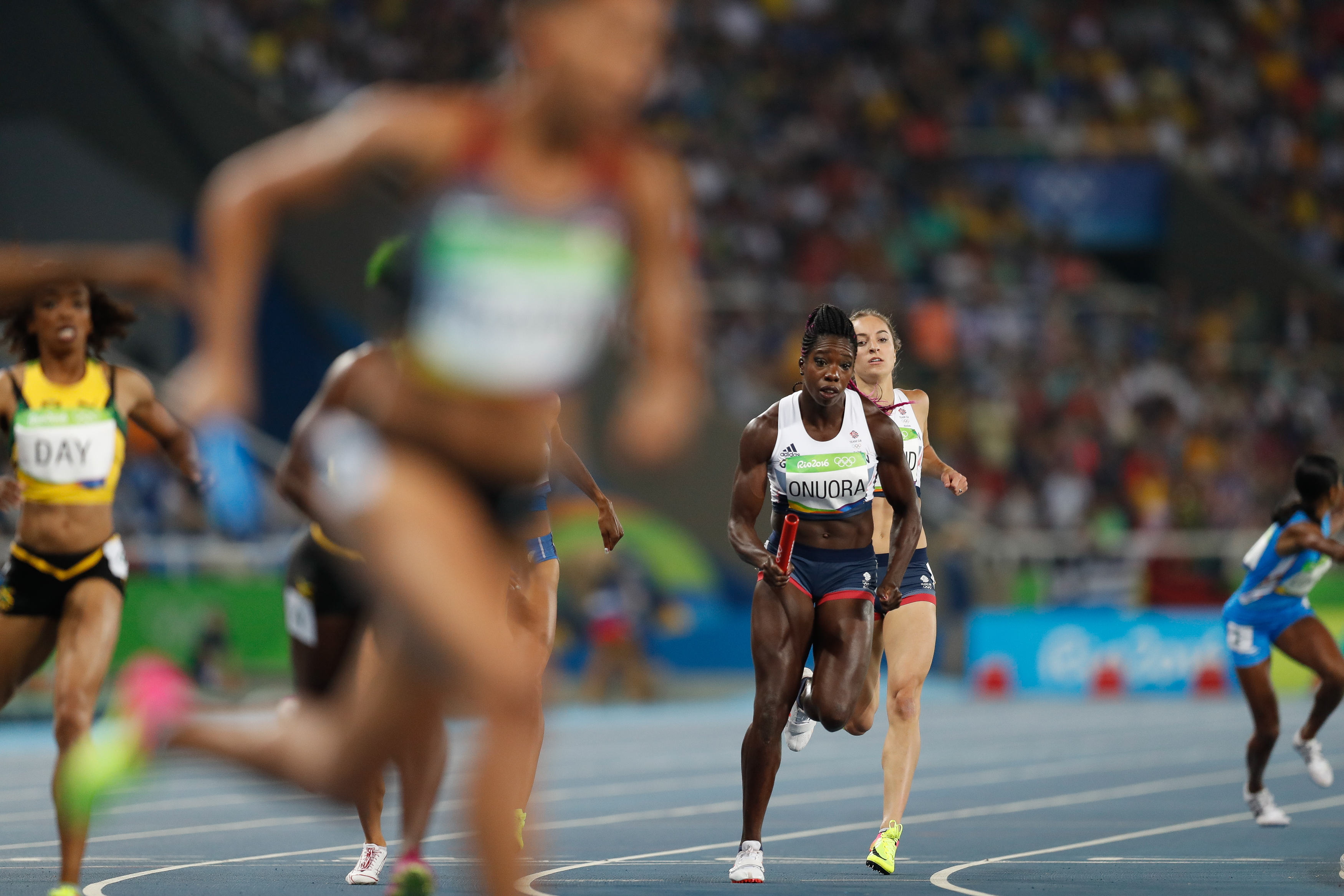
Erster Wechsel im zweiten Vorlauf: Jamaikas Startläuferin Christine Day (links), Emily Diamond hat für Großbritannien den Stab übergeben an Anyika Onuora (Bildmitte)

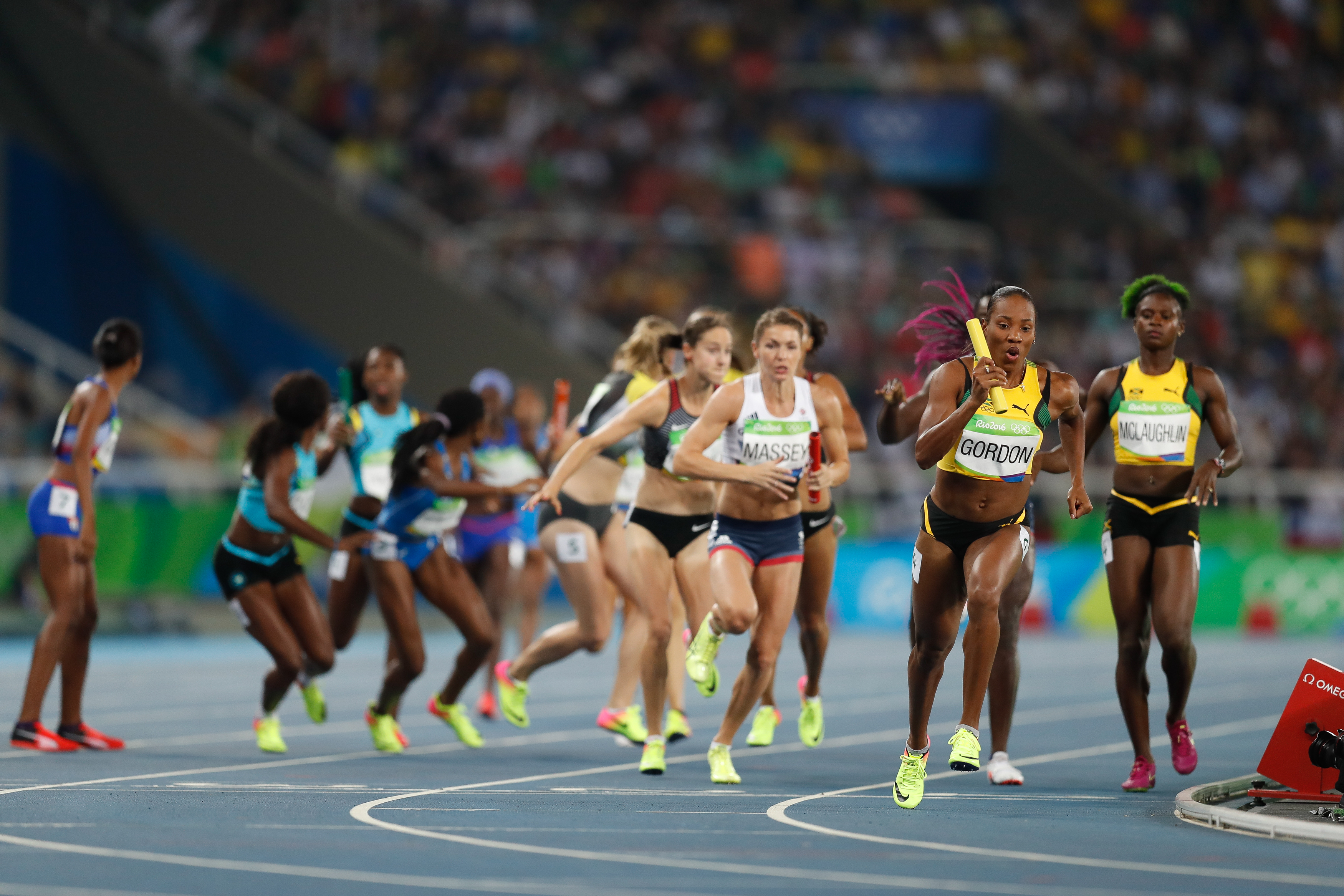
Zweiter Wechsel bei Jamaika von Anneisha McLaughlin-Whilby auf Chrisann Gordon, die Britin Kelly Massey (links dahinter)

19. August 2016, 20:51 Uhr

| Platz | Nation         | Besetzung                                                                                           | Zeit (min) | Anmerkung                              |
| ----- | -------------- | --------------------------------------------------------------------------------------------------- | ---------- | -------------------------------------- |
| 1     | Jamaika        | Christine Day (Vorlauf) Anneisha McLaughlin-Whilby Chrisann Gordon (Vorlauf) Novlene Williams-Mills | 3:22,38    |                                        |
| 2     | Großbritannien | Emily Diamond Anyika Onuora Kelly Massey (Vorlauf) Christine Ohuruogu                               | 3:24,81    |                                        |
| 3     | Kanada         | Carline Muir Alicia Brown Noelle Montcalm Sage Watson                                               | 3:24,94    |                                        |
| 4     | Italien        | Maria Benedicta Chigbolu Maria Enrica Spacca Ayomide Folorunso Libania Grenot                       | 3:25,16    | NR                                     |
| 5     | Deutschland    | Laura Müller Friederike Möhlenkamp Lara Hoffmann Ruth Spelmeyer                                     | 3:26,02    | eigentlich für das Finale qualifiziert |
| 6     | Bahamas        | Lanece Clarke Anthonique Strachan Carmiesha Cox Christine Amertil                                   | 3:26,36    | NR                                     |
| 7     | Kuba           | Lisneidy Veitía Gilda Casanova Roxana Gómez Daisurami Bonne                                         | 3:30,11    |                                        |
| DOP   | Indien         | Nirmala Sheoran Tintu Lukka M. R. Poovamma Anilda Thomas                                            | 3:29,53    | [ 4 ]                                  |

## Finale
20. August 2016, 22:00 Uhr
| Platz | Nation         | Besetzung | Zeit (min) | Anmerkung   |
| ----- | -------------- | --- | ---------- | ----------- |
| 1     | USA            | Courtney Okolo Natasha Hastings (Finale) Phyllis Francis Allyson Felix (Finale) im Vorlauf außerdem: Taylor Ellis-Watson Francena McCorory                      | 3:19,06    |             |
| 2     | Jamaika        | Stephenie Ann McPherson (Finale) Anneisha McLaughlin-Whilby Shericka Jackson (Finale) Novlene Williams-Mills im Vorlauf außerdem: Christine Day Chrisann Gordon | 3:20,34    |             |
| 3     | Großbritannien | Eilidh Doyle (Finale) Anyika Onuora Emily Diamond Christine Ohuruogu im Vorlauf außerdem: Kelly Massey                                                          | 3:25,88    |             |
| 4     | Kanada         | Carline Muir Alicia Brown Noelle Montcalm Sage Watson | 3:26,43    |             |
| 5     | Italien        | Maria Benedicta Chigbolu Maria Enrica Spacca Ayomide Folorunso Libania Grenot                                                                                   | 3:27,05    |             |
| 6     | Polen          | Małgorzata Hołub Patrycja Wyciszkiewicz Iga Baumgart Justyna Święty                                                                                             | 3:27,28    |             |
| 7     | Australien     | Jessica Thornton Anneliese Rubie Caitlin Sargent-Jones Morgan Mitchell                                                                                          | 3:27,45    |             |
| DOP   | Ukraine        | Alina Lohwynenko Olha Bibik Tetjana Melnyk Olha Semljak | 3:26,64    | [ 2 ] [ 3 ] |

Als Favoritinnen galten die Olympiasiegerinnen aus den USA, die Weltmeisterinnen aus Jamaika und die Weltjahresbesten aus Großbritannien. Zu den Teams mit guten Aussichten auf vordere Platzierungen gehörten zudem Frankreich und Kanada. Die Französinnen hatten allerdings den Endlauf nicht erreicht.
Es gab folgende Besetzungsänderungen gegenüber den Vorläufen:
- USA – Natasha Hastings für Taylor Ellis-Watson und Allyson Felix für Francena McCorory
- Jamaikas – Stephenie McPherson für Christine Day und Shericka Jackson für Chrisann Gordon
- Großbritannien – Eilidh Doyle für Kelly Massey

Das Finale begann mit einem Angriff der Jamaikanerin Stephenie Ann McPherson, die bis zur zweiten Kurve auf die US-Läuferin Courtney Okolo aufholen konnte. Doch auf der Zielgeraden zum ersten Wechsel kam Okolo wieder auf und konnte als Erste wechseln. Hinter Jamaika lagen die Britinnen und die Kanadierinnen. Die US-Staffel lief nun einen Vorsprung von fünf Metern auf Jamaika heraus, zehn Meter dahinter folgte das britische Team vor Kanada und Polen. Auf der Geraden vor dem zweiten Wechsel wurde die Britin Anyika Onuora noch von der Kanadierin Alicia Brown und der Polin Patrycja Wyciszkiewicz überholt. Jamaika hatte den Rückstand auf die USA auf zwei Meter verkürzen können. Beim vorletzten Wechsel kam es zwischen der Polin Iga Baumgart und der Kanadierin Alicia Brown zu einer kleinen Kollision, die jedoch keine weiteren Auswirkungen hatte.
Die dritte Läuferin der USA Phyllis Francis konnte den Vorsprung auf Jamaika zwischenzeitlich wieder vergrößern, doch in der Zielkurve verkürzte Jamaika den Abstand wieder. Hinter Kanada auf Platz drei kamen die Australierinnen auf, die zuerst Polen und dann die Britinnen überholen konnten. Doch die Britin Emily Diamond konterte den Angriff, zog an Polen und Australien vorbei und schloss zu der Kanadierin Noelle Montcalm auf. Beim letzten Wechsel hatte Jamaika den US-Vorsprung auf einen Meter verkürzt. Vierzig Meter dahinter folgte Großbritannien, dahinter lagen Kanada und Australien.
Auf der letzten Runde lief Allyson Felix für die USA, für Jamaika ging die älteste Teilnehmerin des Wettbewerbs Novlene Williams-Mills ins Rennen. Williams-Mills kam anfangs immer näher an Felix heran, doch in der zweiten Kurve wurde klar, dass sich die Jamaikanerin übernommen hatte, die US-Amerikanerin kam mit acht Metern Vorsprung vor Williams-Mills ins Ziel. Dahinter lagen die Britinnen, die die kanadische Staffel auf Distanz halten konnten. Hinter Kanada kam die Ukraine auf Platz fünf vor Italien, Polen und Australien.
Die Ukraine wurde später dann wie oben im Abschnitt "Doping" beschrieben wegen des Verstoßes zweier ihrer Läuferinnen gegen die Antidopingbestimmungen disqualifiziert, die dahinter liegenden Mannschaften rückten um jeweils einen Rang nach vorne. Auf den Medaillenplätzen ergab sich der exakt gleiche Einlauf wie bei der 4-mal-100-Meter-Staffel.
Im zwölften olympischen Finale gab es den siebten Sieg einer US-Staffel. Es war zugleich der sechste Sieg in Folge. Allyson Felix gewann hier ihre sechste Goldmedaille bei Olympischen Spielen. Zusätzlich hatte sie noch drei Silbermedaillen auf ihrem Konto.

## Videolinks
- Sixth gold in Women's 4x400 Relay for the USA, youtube.com, abgerufen am 11. Mai 2022
- Sixth gold in 4x400 Relay for the USA, youtube.com, abgerufen am 11. Mai 2022